# مايك تايلور (كرة سلة)
مايك تايلور (بالإنجليزية: Mike Taylor)‏ مواليد 21 يناير 1986 في شيكاغو، هو لاعب كرة سلة أمريكي بدأ مسيرته الاحترافية في سنة 2007 حيث تم اختياره من قبل فريق بورتلاند ترايل بلايزرز خلال الدرافت يلعب مع فريق نادي المتحد طرابلس كلاعب هجوم خلفي ويحمل الرقم 1. يبلغ طوله 6 قدم 2 بوصة (1.9 م).

## إحصائيات المسيرة

### الموسم الاعتيادي
| السنة   | الفريق            | لعب | بدأ | دقيقة | ميداني% | ثلاثية | حرة  | ارتداد | صنع | استلاب | تصدي | نقطة |
| ------- | ----------------- | --- | --- | ----- | ------- | ------ | ---- | ------ | --- | ------ | ---- | ---- |
| 2008–09 | لوس أنجلوس كليبرز | 51  | 5   | 15.1  | .412    | .325   | .691 | 1.7    | 2.1 | .7     | .0   | 5.7  |
| المسيرة |                   | 51  | 5   | 15.1  | .412    | .325   | .691 | 1.7    | 2.1 | .7     | .0   | 5.7  |

## روابط خارجية
- مايك تايلور على موقع إن بي أي (الإنجليزية)
- مايك تايلور على موقع سبورتس رفرنس (الإنجليزية)
- مايك تايلور على موقع كرة السلة الأوروبية.كوم (الإنجليزية)
- مايك تايلور على موقع DraftExpress.com (الإنجليزية)
- مايك تايلور على موقع كلية كرة السلة في سبورتس رفرنس.كوم (الإنجليزية)
- مايك تايلور على موقع ريلجم (الإنجليزية)
- مايك تايلور على موقع بروبوليرز (الإنجليزية)
- مايك تايلور على موقع سبورتس رفرنس (الإنجليزية)
- مايك تايلور على موقع سبورتس رفرنس (الإنجليزية)